# Dimítrios Kamboúroglou
Dimítrios Kamboúroglou, en grec moderne : Δημήτριος Καμπούρογλου, ou Dimítrios Kamboúroglous (Δημήτριος Καμπούρογλους) (1852 - 1942), est un écrivain, historien, universitaire, avocat, poète et membre de l'Académie d'Athènes.

## Biographie
Dimítrios Kamboúroglou naît à Athènes le 14 octobre 1852, mais il est originaire du quartier du Phanar à Constantinople. Il est le fils de Grigórios Kamboúroglou (el) et de Mariánna Kamboúroglou. Il étudie le droit à l'université d'Athènes et obtient un doctorat, en 1877. Il travaille d'abord comme avocat, puis se lance dans la recherche historique et l'historiographie, auxquelles il se consacre finalement. De 1873 à 1881, il est rédacteur en chef du journal athénien Efimerís (el), édité par Dimítrios Koromilás (el). En 1881, en désaccord avec ce dernier, il quitte le comité de rédaction du journal et fonde son propre quotidien, appelé Néa Efimerís, tandis qu'en 1882, il est l'un des membres fondateurs de la Société historique et ethnologique de Grèce (el).
Dans la période 1884-1886, il est le directeur de la revue Evdomás (el). En 1891, il est employé au Service archéologique et l'année suivante, il est nommé conservateur des manuscrits de la Bibliothèque nationale. Pendant la période 1904-1917, il est directeur de la Bibliothèque nationale, mais en 1917, la loi sur l'abolition de la titularisation des fonctionnaires le démet de son poste. En 1923, il reçoit la décoration d'État des lettres. En 1927, il devient le premier membre élu de l'Académie d'Athènes et dans la période 1934-1935, il est président de l'Académie. Au début de 1942, il tombe malade de la pneumonie ; le 10 février, il subit une légère attaque et le 21 février de la même année, il meurt.
Dimítrios Kamboúroglou est marié à Kalliópi Marátou à partir de 1884 et a eu trois enfants : Grigóri, Eléni et Jéni. Le 19 avril 1939, son buste est inauguré sur la place de la Société Philomousosos dans le quartier de Pláka à Athènes.